# Iassus epirrhaena
Iassus epirrhaena är en insektsart som beskrevs av Walker 1851. Iassus epirrhaena ingår i släktet Iassus och familjen dvärgstritar. Inga underarter finns listade i Catalogue of Life.